# Українська книга на Одещині

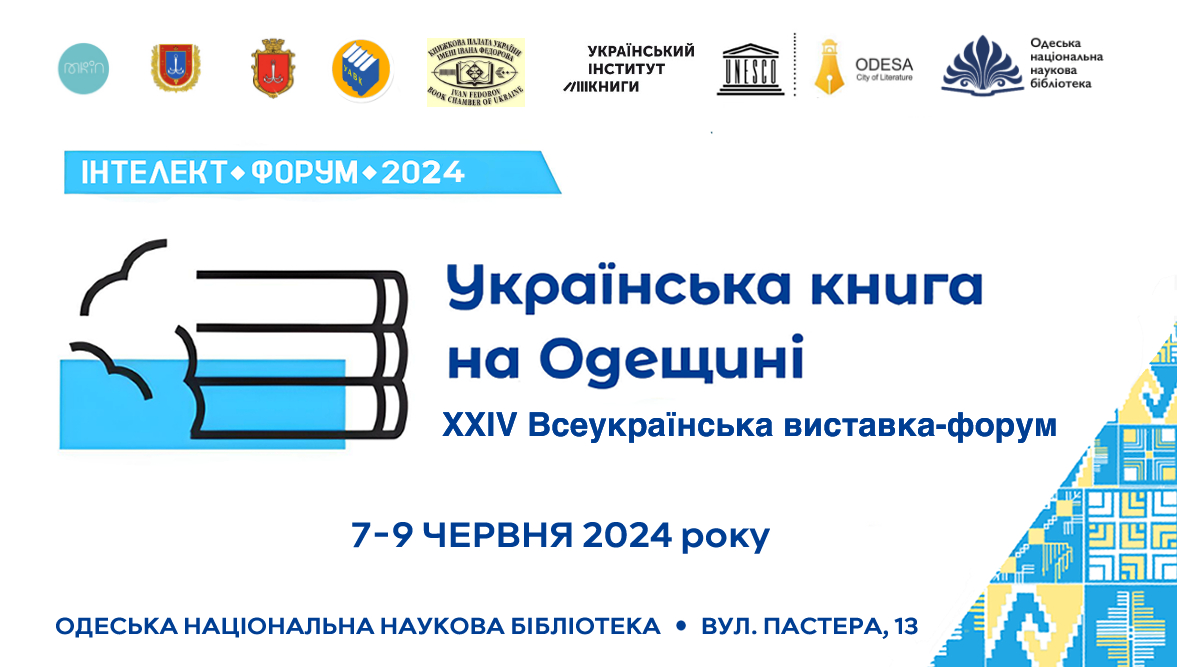
Банер ХХIV Всеукраїнської виставки-форуму «Українська книга на Одещині» / 2024 рік

Українська книга на Одещині – всеукраїнська виставка-форум. 

## Адреса
Виставка проходить у приміщенні Одеської національної наукової бібліотеки за адресою: вул. Пастера, 13.

## Деталі
Всеукраїнська виставка-форум «Українська книга на Одещині» - щорічний соціокультурний проєкт, започаткований Одеською національною науковою бібліотекою у 2000 році, під егідою Міністерства культури та інформаційної політики України, у співпраці з Українською асоціацією видавців та книгорозповсюджувачів, ДНУ «Книжкова палата України імені Івана Федорова» та за підтримки Одеської обласної державної адміністрації, Одеської обласної та Одеської міської рад.
Традиційно до Одеси свою книжкову продукцію представляють більше сімдесяти провідних видавництв з різних регіонів України. До уваги відвідувачів виставки-форуму представлено: наукову, довідково-енциклопедичну, навчальну, дитячу та художню книгу, видання, присвячені історії та культурі України, питанням економіки, педагогіки, літературознавства, мистецтва, філософії тощо.
Програма виставки-форуму передбачає широкий спектр інформаційно-рекламних заходів: презентації нових вітчизняних видань та видавничих проектів, промоакції, дискусійні студії, творчі майданчики, автограф-сесії, майстеркласи, конкурс «Краща книга виставки-форуму» та конкурс читацьких рецензій. Переможців конкурсів відзначатиме дипломами та подяками оргкомітету.
Історія проєкту сягає 1999-го року, коли виставку було проведено вперше  як захід міського масштабу "Українська книга в Одесі", а з 2000 року проєкт доповнено виїзним Святом української книги, що стало традиційним, і проєкт змінив назву відповідно на "Українська книга на Одещині". Виставка-форум покликана сприяти примноженню духовного та культурного надбання українського народу; популяризації та розвитку державної мови, розвитку і функціонуванню української мови в усіх сферах суспільного життя; створенню належних умов для вітчизняного видання, розповсюдження та популяризації нових книжкових видань рідними мовами, що вийшли впродовж року на теренах України; поповненню бібліотек Південного регіону новою літературою [3].
Проголошена двадцять п’ять років тому мета цього масштабного культурно-просвітницького заходу не втратила своєї актуальності й нині, адже розбудова української держави неможлива без розвитку національного книговидання, яке відіграє важливу роль у самоусвідомленні нації, формуванні культури, духовності та водночас є свідченням національно-культурного відродження українського народу.
За 25 років проведення Всеукраїнська виставка-форум «Українська книга на Одещині» набула статусу масштабного заходу загальнодержавного значення, стала помітною подією у культурному житті регіону та країни. Захід має високий рейтинг серед книжкових виставок країни та користується популярністю серед провідних вітчизняних видавництв, які щороку презентують свій творчий доробок в Одесі та представляють широку палітру видавничих проєктів і кращих зразків книгодруку, що привертають увагу тисяч шанувальників книги. Щороку організатори Всеукраїнського форуму «Українська книга на Одещині» пропонують розмаїту і насичену програму заходів: презентації нових вітчизняних видань і видавничих проєктів, промоакції, автограф-сесії, публічні інтерв’ю від гостей заходу – відомих українських авторів, фахові дискусії, лекції, майстер-класи, творчі майданчики та інші інтерактиви за участі представників провідних видавництв України, письменників, ілюстраторів книги, літературознавців, мистецтвознавців, бібліотечних фахівців та широких кіл громадськості.
Унікальною подією у рамках Всеукраїнської виставки-форуму «Українська книга на Одещині» є організація та проведення Виїзного Свята української книги у районних центрах та містах Одещини. Значимість цього заходу для місцевих громад полягає в безпосередньому спілкуванні мешканців районних центрів з діячами художнього слова, видатними
письменникам і поетами, державними культурними діячами, в також можливості ознайомитися із сучасним книжковим розмаїттям. За роки існування виставки-форуму, виїзне свято було організовано у багатьох населених пунктах Одещини, зокрема в Овідіополі, Білгороді-Дністровському, м. Южному, Доброславі, Роздільній, Подільську, Арцизі, Біляївці, Ширяєвому, Ізмаїлі, Іллічівську, Березівці, м. Вилкове, селищі Авангард Одеського району та ін. «Культурно-просвітницький десант» у складі бібліотечних фахівців, письменників, видавців, науковців, художників влаштовує книжковий ярмарок і різноманітні заходи, що дозволяють максимально наблизити інформацію для користувачів, створити умови для отримання книжкових новинок у віддалених містах, поповнити фонди районних централізованих бібліотечних систем, сільських, шкільних бібліотек, бібліотек дитячих будинків. За весь час виїзних заходів було подаровано бібліотечним закладам Одещини і закладам соціальної сфери близько 50 тисяч книжок.
У роботі заходу традиційно щороку брали участь керівники та провідні фахівці Міністерства культури та інформаційної політики України, представники орзанів державної влади та місцевого самоврядування, відомі вчені, письменники й інші почесні гості, в тому числі зарубіжні. Учасниками виставки-форуму в різні роки були й зарубіжні партнери – представники української діаспори в Румунії – «Союз українців Румунії», французького культурного центру «Альянс Франсез, Одеса» та Одеської філії Грецького фонду культури, представники Національних бібліотек Молдови та Грузії, а також представники національно-культурних товариств, об’єднань і громад Одеської області.
З 2019 року виставка є складовою Інтелект-форуму – щорічного загальнонаціонального комплексного проєкт соціокультурного та науково-комунікативного спрямування Одеської національної наукової бібліотеки, що став наступним етапом розширення програми Всеукраїнської виставки-форуму «Українська книга на Одещині», та проводиться під егідою Міністерства культури та інформаційної політики України на базі Одеської національної наукової бібліотеки.
Співорганізаторами та партнерами проєкту традиційно виступають Українська асоціація видавців та книгорозповсюджувачів, ДНУ «Книжкова палата України імені Івана Федорова», Одеська обласна державна адміністрація, Одеська обласна та Одеська міська ради, ВГО «Українська бібліотечна асоціація», ВГО «Бібліополіс», засоби масової інформації, інші партнери та меценати. Головною метою Інтелект-форуму є підвищення культурного, освітнього, інформаційного потенціалу України шляхом створення ефективного соціокомунікаційного простору для поглиблення стратегічного партнерства бібліотек та інших закладів культури, науки, освіти, видавничої сфери за сприяння представників владних структур, громадських об’єднань, бізнесу тощо. Концепція Інтелект-форуму поєднує Всеукраїнську виставку-форум «Українська книга на Одещині» та професійну програму для очільників та фахівців бібліотек, музеїв, архівів, центрів культурних послуг – ОдесаБібліоСаміт, які відбуваються водночас.
У 2022 році щорічну традицію проведення заходу було перервано через повномасштабну навалу російських загарбників на Україну 24 лютого 2022 року, що стала найважчим випробуванням для українського народу за всю історію його незалежності та призвела до непоправних втрат – забрала десятки тисяч українських життів, зруйнувала значну частину нашої країни, змусила мільйони українців залишити свої оселі. Проте, завдяки героїчному спротиву Збройних Сил України та всього українського народу, наша держава продовжує виборювати свою незалежність, культурну ідентичність та територіальну цілісність, а виклики воєнного часу стимулювали адаптацію культурної інфраструктури задля відповідності сучасним вимогам щодо безбар’єрності та безпеки для всіх категорій населення, сприяли підвищенню суспільного запиту на національний культурний продукт, приверненню уваги суспільства до важливості культури для розвитку громади зокрема та суспільства в цілому.
2023 року проєкт поновлено в умовах воєнного стану: 9-11 червня 2023 року під егідою Міністерства культури та інформаційної політики України, за підтримки Одеської обласної державної адміністрації, Одеської обласної та Одеської міської рад, у співпраці з Всеукраїнською громадською організацією «Українська бібліотечна асоціація», Всеукраїнською громадською організацією «Бібліополіс» та офісом представництва Мережі креативних міст ЮНЕСКО «Одеса – місто літератури ЮНЕСКО», Українська асоціація видавців та книгорозповсюджувачів, Державна наукова установа «Книжкова палата України імені Івана Федорова» та Одеська національна наукова бібліотека успішно проведено Інтелект-форум-2023, і в його рамках, відповідно, чергову XХІІІ Всеукраїнську виставку-форум «Українська книга на Одещині».
Висока відвідуваність програмних заходів виставки-форуму – численних презентацій нових видань, промоакцій, автограф-сесій, творчих зустрічей з майстрами художнього слова, знаними письменниками, лауреатами літературних премій України, державними і культурними діячами серед одеситів, мешканців Одещини та різних регіонів країни, свідчить про важливість та суспільну значущість цього проєкту.
За роки існування у рамках виставки-форуму проведено близько 1600 тис. презентацій книг, видавництв, видавничих проектів; близько 300 учасників – провідних видавництв України представили свою найновішу продукцію і видавничі проєкти; заходи виставки-форуму відвідали понад 120 тисяч осіб.

## Учасники
Серед видавництв, які постійно беруть участь у виставці-форумі, – «Наукова думка» НАН України, «Алерта», «Генеза», «Картографія», «Ліра-К», «Мистецтво» (Київ), «Твердиня» (Луцьк), «Навчальна книга – Богдан» (Тернопіль), «Астропринт», «Прес-кур’єр», «ВМВ» (Одеса), «Ірбіс» (Ізмаїл, Одеська область) та ін. Вперше у виставці-форумі братимуть участь видавництва «Право» Національної академії правових наук України та Національного юридичного університету імені Ярослава Мудрого (Харків), Національне видавництво дитячої літератури «Веселка», «Оріон», «Перун», «ПрофКнига» (Київ), «Яслав» (Миколаїв) та ін.  Видавці презентуватимуть наукові, навчальні, історичні, краєзнавчі, мистецькі, дитячі видання, книжки патріотичної тематики, з мово- та літературознавства, класичну та сучасну художню українську літературу, переклади українською та іншими мовами кращих зразків класичної та сучасної іноземної літератури на будь-які смаки та вподобання.

## «Українська книга на Одещині» – 2021 в дзеркалі ЗМІ
- Анонс виставки-форуму «Українська книга на Одещині» 21-23 травня 2021 року // Українська асоціація видавців та книгорозповсюджувачів. – 2021. – 16 лют.
- Апаратна нарада в Одеській облдержадміністрації // Одеська обласна державна адміністрація. – 2021. – 7 квіт.
- В Одесской области пройдут праздник украинской книги и форум издателей // Одесса-медиа. – 2021. – 20 квіт.
- ОдесаБібліоСаміт-2021 // Бібліомаячок. - 2021 – 29 квіт.
- Свято справжніх книголюбів // Чорномор. новини. – 2021. – 29 квіт.
- Обзор новостей недели 25 апреля – 2 мая [Ірина Бірюкова у програмі «О главном», поч. 40:00-56:32 хв.] // ТК «Град». – 2021.– 2 трав.
- ОдесаБібліоСаміт | Професійне спілкування // Litcentr. – 2021. – 4 трав.
- Бібліотеки в умовах карантину  [Ірина Бірюкова у програмі «Сьогодні. Головне»] // ТРК «Одеса.ua». – 2021.– 6 трав.
- Українська книга на Одесщині  [Ірина Бірюкова у програмі «Гость в студии»] // ТК «Южная волна». – 2021.– 10 трав.
- В Одессе готовятся к проведению 22-й всеукраинской выставки-форума «Українська книга на Одещині» // [Про прес-конференцію у програмі «Новости Одессы», поч. з 18:10хв.-21:00 хв.] // ТК «Град». – 2021.– 13 трав.
- Более 60 издательств, писатели и иллюстраторы примут участие в выставке-форуме «Українська книга на Одещині» // Odessit.ua. – 2021. – 13 трав.
- Миллс Е. В мае пройдет XXII всеукраинская выставка-форум «Українська книга на Одещині» // Фаворит. – 2021. – 13 трав.
- З 21 травня стартує XXII Всеукраїнська виставка-форум «Українська книга на Одещині» // [Про прес-конференцію у програмі «Час Одеси», поч. з 10:52хв.-11:56 хв.] // ТК «Первый городской». – 2021.– 13 трав.
- Котова М. В Одессе пройдет XXII всеукраинская выставка-форум «Українська книга на Одещині» // Одесская жизнь. – 2021. – 13 трав.
- Книжковий квартет: автор – видавець – бібліотека – читач // Чорноморські новини. – 2021. – 13-15 трав.
- «Українська книга на Одещині» // Informer.od.ua. – 2021. – 14 трав.
- Заборцева Е. Відкриття Всеукраїнської виставки-форуму «Українська книга на Одещині» // Вікна Одеси. – 2021. – 14 трав.
- 22 травня відбудеться «Свято української книги у Роздільній» // Вперед. – 2021. – 14 трав.
- Заборцева Е. Відкриття Всеукраїнської виставки-форуму «Українська книга на Одещині» // Вікна Одеса. – 2021. – 15 трав.
- В Одесі відбудеться Всеукраїнська виставка-форум «Українська книга на Одещині» [Ірина Бірюкова у програмі «Спеціальний репортаж»] // ТК «Глас». – 2021. – 17 трав.
- 21-23 травня 2021 року в Одеській національній науковій бібліотеці відбудеться ОдесаБібліоСаміт // Костянтинівська центральна міська публічна бібліотека. – 2021. –17 трав.
- Відкриття XXII Всеукраїнської виставки-форуму «Українська книга на Одещині» в рамках Інтелект-форуму-2021 // Контекст Причерноморье. – 2021.- 17 трав.
- Фестиваль «Українська книга на Одещині»: автори Старого Лева чекають на зустрічі! // Вид-во Старого лева.- 2021. – 18 трав.
- ХХІІ Всеукраїнська виставка-форум «Українська книга на Одещині» [Ірина Бірюкова у програмі «Ранок на 7»] // ТК «7 канал». – 2021. – 19 трав.
- ХХІІ Всеукраїнська виставка-форум «Українська книга на Одещині» // Картографія. – 2021. – 19 трав.
- Презентація науково-популярного видання «Розповіді про тварин та їх назви» // Одеська обл. бібліотека для юнацтва імені В.В. Маяковського. – 2021. – 20 трав.
- Левчук В. Добро пожаловать на праздник Книги — «Интеллект-форум»! // Вечерняя Одесса. – 2021. – 20 трав.
- Українська книга на Одещині [сюжет у новинах] // ТК «7 канал». – 2021. – 21 трав.
- Глава Одесской ОГА принял участие в открытии выставки «Українська книга на Одещині» // Контекст Причерноморье. – 2021. – 21 трав.
- Виставка «Українська книга на Одещині» та ОдесаБібліоСаміт: в Одесі стартував Інтелект-форум // Одеська обласна рада. – 2021. – 21 трав.
- Адлер И. Ретродетективы, справочники, исследования: одесская научная библиотека показала новые украинские книги  // Думська. – 2021. – 21 трав.
- Презентація ІІ серії книги «Патріот» – «Від Руси – до України: шлях до себе» у рамках ХХІІ Всеукраїнської виставки-форуму «Українська книга на Одещині» // Од обл. центр патріотичного виховання та організації дозвілля дітей та молоді. – 2021. – 21 трав.
- Котова М. В океане книг и событий: в Одессе стартовал большой интеллектуальный форум // Одесская жизнь. – 2021. – 21 трав.
- Голова Державної архівної служби України Анатолій Хромов взяв участь в урочистому відкритті Інтелект форуму в Одесі // Державна архівна служба України. – 2021. – 21 трав.
- Автограф-сесії та море книг: в Одесі продовжується виставка-форум // Odesa Live. – 2021. – 21 трав.
- Презентація нових видань Інституту народознавства НАН України // StayHappening. – 2021. – 21 трав.
- Выставка форум «Украинская книга на Одесчине» // ТК «Круг». – 2021. – 21 трав.
- Сергій Гриневецький на урочистому відкритті виставки-форуму «Українська книга на Одещині» // Одеська ОДА-інформ. – 2021. – 22 трав.
- В Одесі відкрився «Інтелект-форум-2021» // Батьківщина. – 2021. – 22 трав.
- Книги понад 60 видавництв представлені на виставці-форумі в науковій бібліотеці // Ізбірком. – 2021. – 22 трав.